# Stara Ligota

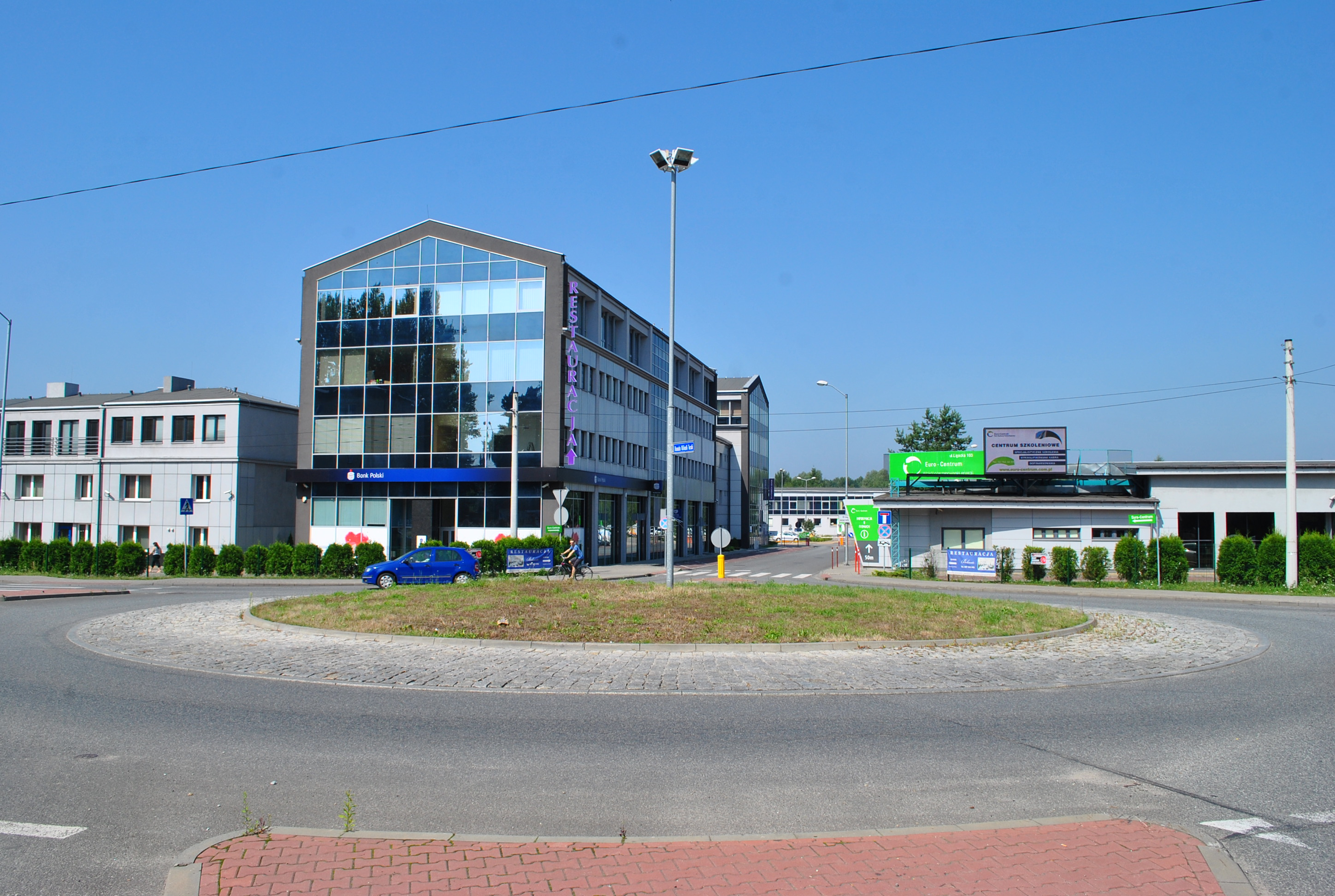
Rondo Tesli w Starej Ligocie

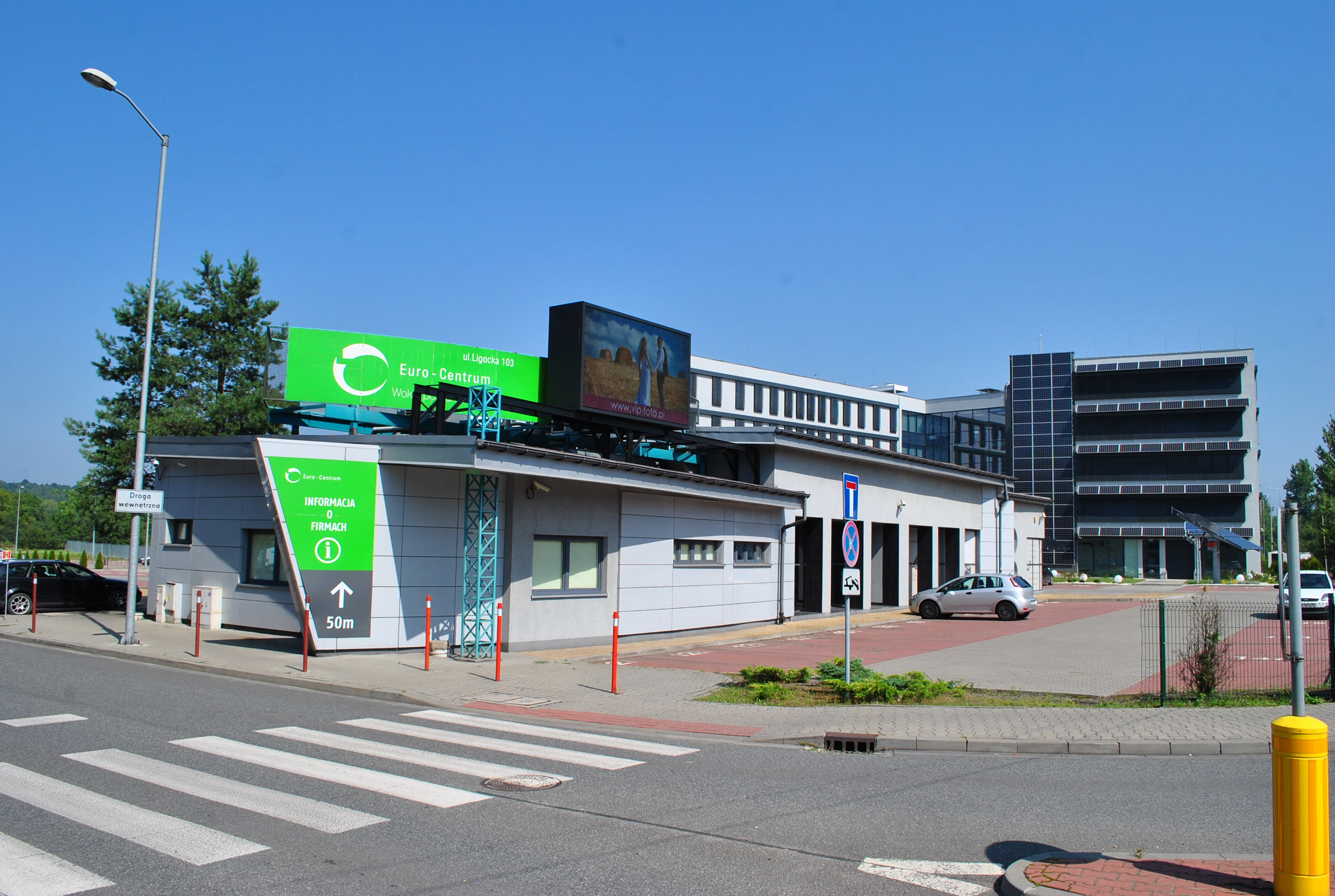
Euro-Centrum

Stara Ligota – najstarsza część historycznej Ligoty położona w obrębie katowickich dzielnic Ligota-Panewniki i Załęska Hałda-Brynów część zachodnia. Obejmuje ona tereny od ulic Wincentego Pola i Dziewięciu z Wujka po ulicę Ligocką i Wodospady na wschodzie, Kłodnicę na południu i osiedle Kokociniec na zachodzie. Jej zabudowę tworzą głównie powstałe w XX wieku osiedla robotnicze, bloki i familoki.

## Historia
Pierwotnie zabudowa Ligoty skupiona była na północ od rzeki Kłodnicy. Zmieniło się to w latach międzywojennych, gdy od księcia pszczyńskiego odkupiono lasy na terenie późniejszej Nowej Ligoty. Rozpoczęto tam wtedy intensywną zabudowę. W tym samym czasie rozpoczęto także rozbudowę tej starszej części Ligoty, w której wcześniej lokowano głównie zakłady przemysłowe.
Wtedy to kopalnia Wujek zakupiła od Jana Henryka XV oraz miejscowych gospodarzy grunty w rejonie ulic Ligockiej i Wodospady. Teren ten rozparcelowano i podzielono na działki budowlane. Udzielając kredytów hipotecznych na budowę domów sprzedano je pracownikom kopalni. Osiedle powstawało w latach 1932–1939. Budowano je bez kanalizacji i z nieutwardzonymi drogami.
Są to rejony ulic Filarowej, Rębaczy, Pokładowej i Wozaków.
Jeszcze do lat 60. XX wieku Stara Ligota zachowywała częściowo charakter rolniczy. Później na jej terenie rozpoczęto budowę głównie bloków wielorodzinnych. Pierwsze bloki ulokowano w rejonie ulic Tomasza i Ligockiej. Niedługo później podobny kompleks wraz ze stadionem K. S. Rozwój powstał na wyrobiskach dawnej cegielni „Ligota”, w rejonie ulic Załęskiej, Stromej oraz Wincentego Pola. Pierwsze wieżowce postawiono w Starej Ligocie na przełomie lat 70. Pięć 10-piętrowych bloków wraz z pawilonami sklepowymi i restauracją Staroligocką usytuowano w rejonie ulic Ligockiej i Wodospady. Wraz z ich budową rozpoczęto przygotowania pod budowę osiedla Rolna-Wodospady zlokalizowanego po południowej stronie ulicy Rolnej.
Na początku XXI wieku powstały w Starej Ligocie Osiedle Książęce oraz Park Naukowo Technologiczny Euro-Centrum.